# Şirvan
För andra betydelser, se Şirvan (olika betydelser).

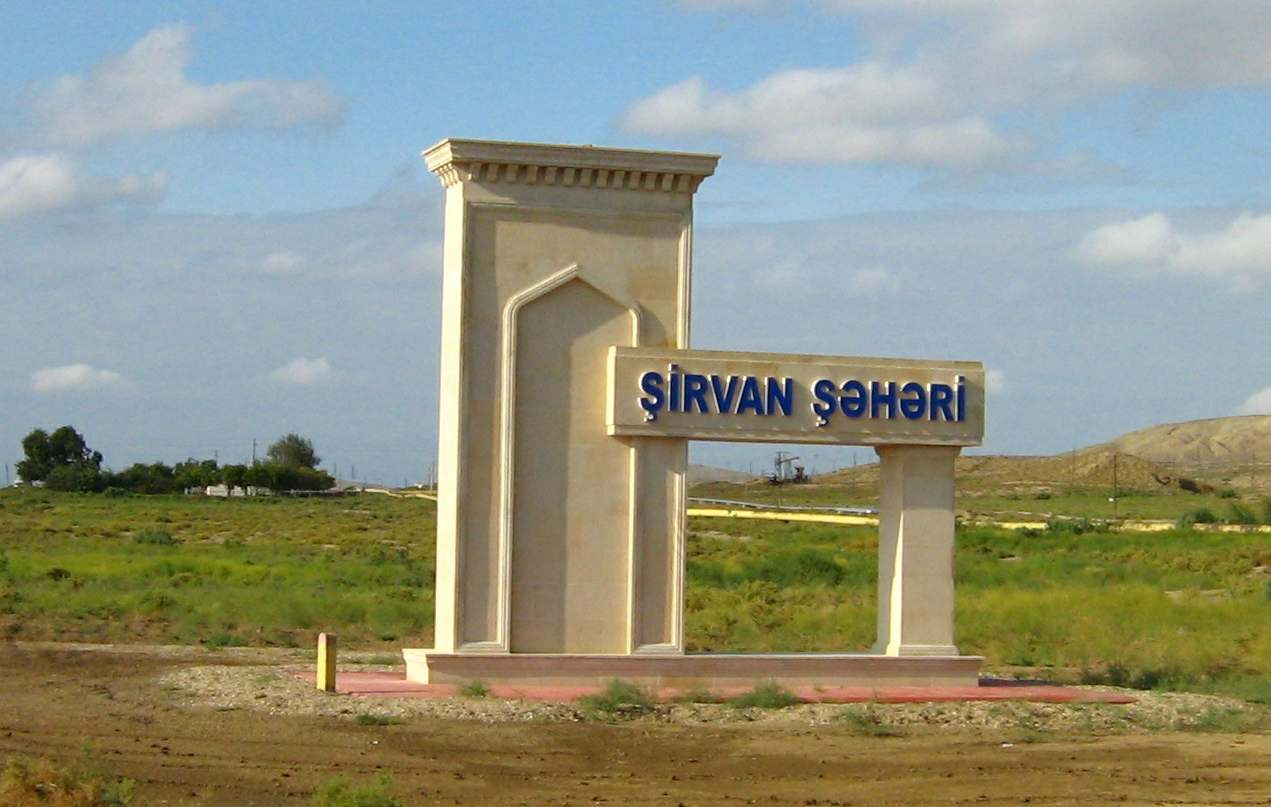
Şirvan

Şirvan, fram till 1938 Zubovka och 1938–2008 Əli Bayramlı, är en stad i östra Azerbajdzjan med 68 700 invånare år 2002. Staden är belägen vid floden Kura i Kuralåglandet och är centrum i den historiska regionen Sjirvan. Administrativt utgör staden ett eget stadsdistrikt på provinsnivå. Den fick stadsrättigheter 1954.